# Acanthopagrus
Acanthopagrus là một chi cá trong Họ Cá tráp (Sparidae).

## Các loài
Chi này gồm có các loài sau:
- Acanthopagrus akazakii Iwatsuki, Kimura & Yoshino, 2006[2]
- Acanthopagrus arabicus Iwatsuki, 2013[3]
- Acanthopagrus australis (Gunther, 1859)
- Acanthopagrus berda (Forsskål, 1775)
- Acanthopagrus bifasciatus (Forsskål, 1775)
- Acanthopagrus butcheri (Munro, 1949)
- Acanthopagrus catenula (Lacepède, 1801)
- Acanthopagrus chinshira Kume & Yoshino, 2008
- Acanthopagrus latus (Houttuyn, 1782) - Cá tráp vây vàng.
- Acanthopagrus longispinnis (Valenciennes, 1830)
- Acanthopagrus morrisoni Iwatsuki, 2013[3]
- Acanthopagrus omanensis Iwatsuki & Heemstra, 2010
- Acanthopagrus pacificus Iwatsuki, Kume & Yoshino, 2010
- Acanthopagrus palmaris (Whitley, 1935)
- Acanthopagrus randalli Iwatsuki & Carpenter, 2009
- Acanthopagrus schlegelii (Bleeker, 1854) - Cá tráp.
  - A. s. czerskii (Berg, 1914)
  - A. s. schlegelii (Bleeker, 1854)
- Acanthopagrus sheim Iwatsuki, 2013[3]
- Acanthopagrus sivicolus (Akazaki, 1962)
- Acanthopagrus taiwanensis (Iwatsuki & Carpenter, 2006)
- Acanthopagrus vagus (Peters, 1852)